# Alfred Ittner
Alfred Ittner (Kulmbach 13 janvier 1907 – 3 novembre 1976) était un officier de la SS, surtout connu pour son rôle au camp d'extermination de Sobibor.
Ittner s'affilie au parti nazi en février 1927, avec le matricule 30 805 ; il rejoint ensuite la SA en 1931. De 1934 à 1939, il fait partie du staff du Gauleiter de Hambourg, puis de celui de Berlin, avant d'être affecté à l'Action T4, au siège central de laquelle il est comptable jusqu'en 1942.

## Rôle dans l'opération Reinhard
En avril 1942, Ittner est affecté au camp d'extermination de Sobibor dans le cadre de l'Opération Reinhard. Selon le témoignage d'un autre membre du personnel de Sobibor, Kurt Bolender, il sert comme comptable du camp et est notamment chargé de superviser la confiscation de l'argent et des biens précieux des déportés que ceux-ci sont forcés de remettre au « caissier » du camp à travers une fenêtre. Herbert Floss lui succède à cette fonction.
Affecté au camp III, au voisinage des fosses communes, Ittner est tourmenté par sa fonction : après quatre mois et à sa demande, il est transféré. À Sobibor Ittner travaille sous les ordres de Franz Stangl, avec lequel il entretient de mauvaises relations, Ittner affirmant avoir refusé d'aider Stangl à s'approprier les valeurs des déportés, ce qui cause une cassure entre les deux hommes.
Peu après son affectation à Sobibor, Ittner est enrôlé dans la Wehrmacht et envoyé sur le front de l'Est où il est fait prisonnier par les troupes soviétiques. Libéré en 1948, Ittner disparaît jusqu'en 1964, année au cours de laquelle il est arrêté dans sa ville natale où il travaillait comme ouvrier agricole. Traduit en justice lors du procès de Sobibor, il écope, en 1965, d'une peine relativement clémente de quatre ans de prison.
À propos de Sobibor, Ittner déclare que« le camp était une grande organisation autonome qui avait pour but de tuer autant de Juifs que possible dans un minimum de temps [...] Le meurtre de masse des Juifs ne relevait pas d'un seul homme mais d'un grand nombre de SS. Chacun d'entre eux n'était qu'un rouage de la machine d'extermination, qui ne pouvait fonctionner qu'avec la participation de tous. C'est pourquoi, selon moi, tous les gardes du camp, indépendamment de leur fonction, participaient au meurtre des Juifs. Je veux particulièrement souligner que lors de l'arrivée d'un convoi, toutes les autres tâches étaient abandonnées et tout le personnel du camp prenait part au processus d'extermination ».